# Forma di governo
     Repubblica parlamentare
     Repubblica parlamentare mista
     Repubblica presidenziale
     Repubblica direttoriale oppure Repubblica presidenziale mista
     Repubblica semipresidenziale
     Teocrazia
     Monarchia parlamentare
     Monarchia costituzionale
     Monarchia assoluta
     Monopartitismo
     Giunta militare
     Ordinamento frammentato, incerto o provvisorio (es. Governo provvisorio)
     Territori dipendenti e/o non autonomi o ancora senza stato

Forme di governo nel mondo:
Repubblica parlamentare
Repubblica parlamentare mista
Repubblica presidenziale
Repubblica direttoriale oppure Repubblica presidenziale mista
Repubblica semipresidenziale
Teocrazia
Monarchia parlamentare
Monarchia costituzionale
Monarchia assoluta
Monopartitismo
Giunta militare
Ordinamento frammentato, incerto o provvisorio (es. Governo provvisorio)
Territori dipendenti e/o non autonomi o ancora senza stato

La forma di governo è il modello organizzativo che uno Stato assume per esercitare il potere sovrano. Più in generale può intendersi come la modalità con cui viene allocato il potere tra gli organi portanti dello Stato: Parlamento, Governo e Capo di Stato; la forma di governo quindi attiene ai rapporti che si vengono a instaurare fra di essi e alle modalità con cui vengono ripartite e condivise le rispettive competenze.

## Forme di governo
Un'ampia gamma di forme di governo sono state teorizzate e/o applicate in pratica. Le forme di governo classiche sono: Monarchia, Oligarchia e Democrazia, secondo la sistemazione che viene data da Erodoto nel libro III delle Storie e che contiene la prima distinzione e definizione delle tre politeiai,  il cosiddetto logos tripolitikòs. Le principali forme di governo moderne sono quelle parlamentari e presidenziali nonché il semipresidenzialismo.

### Forme di governo classiche
Le forme di governo possono essere classificate in base alla natura dell'organo cui è affidato il potere sovrano, ossia la funzione primaria, che condiziona e dirige lo svolgimento di tutte le altre funzioni dello Stato e che può essere definita come funzione di indirizzo politico, e al modo in cui tale organo viene individuato e/o eletto. Mentre le forme di stato non democratiche sono tendenzialmente caratterizzate da una specifica forma di governo, caratteristica della forma democratica dello Stato è quella di potersi coniugare in una notevole serie di differenti forme istituzionali. La prima, e universalmente nota, suddivisione all'interno delle forme di governo, è quella risalente all'Antichità ed elaborata da Aristotele nella sua Politica.
Egli elaborò tre modelli:
- monarchia: il potere in mano a una singola persona
- aristocrazia: il governo dei nobili (letteralmente "dei migliori")
- democrazia: il governo del popolo

Queste tre forme sono passibili di degenerazione e, rispettivamente, in:
- tirannide: il potere è acquisito e mantenuto da una persona tramite l'uso della violenza
- oligarchia: il potere è costituito per favorire pochi
- oclocrazia: i poteri sono in mano alla massa ("popolo" inteso in senso dispregiativo)

Nella tradizione latina e medievale poi, tale tripartizione fu ridotta ad una bipartizione fra Regno e Repubblica, a seconda della durata vitalizia o meno della carica del capo dello Stato. Storicamente possiamo infatti trovare sia oligarchie repubblicane, come la Repubblica di Venezia (questo stato però de facto, dato che il Doge eletto manteneva la carica a vita, era una monarchia elettiva), sia oligarchie monarchiche, come la Gran Bretagna liberale del Settecento e Ottocento (il voto all'inizio era riservato ai soli maschi appartenenti alle classi sociali più alte, poi con il Reform Act 1832, con il Reform Act 1867 e con il Representation of the People Act 1884 il voto fu esteso a tutti i maschi di qualsiasi classe sociale. Il voto alle donne venne concesso nel 1918 anche se agli uomini era concesso votare già a 21 anni mentre alle donne solo dai 30 anni. Nel 1928 fu eliminata la differenza di età tra i due sessi. Infine nel 1969 l'eta per votare fu abbassata a 18 anni).

### Monarchia
L'accentramento monarchico nelle grandi monarchie nazionali come la Francia e la Spagna, portò alla formazione della monarchia assoluta, caratterizzata dal totale accentramento del potere sovrano nelle mani del Re. L'avvento dello stato liberale comportò la stabile apertura di parlamenti nazionali con cui il Re doveva condividere la gestione del paese. Nasce la monarchia costituzionale in cui il Re è ancora il titolare del potere esecutivo, ma perde temporaneamente e non del tutto il potere legislativo affidato al Parlamento, ed il potere giudiziario esercitato da una magistratura indipendente che agisce in nome del monarca.
La possibilità di condizionare il governo da parte di un monarca ereditario, era limitata da uno Statuto concesso dal sovrano, e non emanato da un parlamento o assemblea costituente, è comunque incompatibile con le nuove istanze democratiche affermatesi all'inizio del Novecento e oltre. Il Re cominciò dunque a perdere de facto ogni voce in capitolo se non nominalmente (ma di fatto) nella scelta del Primo ministro e nella determinazione dell'agenda del governo, che veniva ora affidata al giudizio insindacabile, delle forze politiche presenti in Parlamento ed elette dal popolo con un suffragio che poteva essere limitato al censo, all'età o universale.

#### Monarchia costituzionale
La monarchia costituzionale è una forma di governo in cui a capo dello Stato c'è un sovrano che esercita i poteri secondo una costituzione approvata dal parlamento. A differenza di una monarchia assoluta in cui il sovrano detiene il potere assoluto; i poteri dei monarchi costituzionali sono limitati dalla costituzione. In alcuni stati monarchici, la Costituzione conferisce al sovrano il potere esecutivo attraverso l'indicazione del primo ministro, in altri, detti monarchie parlamentari solo poteri formali come lo scioglimento del Parlamento, mentre in altri il monarca non ha alcuna autorità, neanche formale, a parte quella di rappresentare l'unità nazionale.

#### Monarchia assoluta
Tutti i poteri sono esercitati direttamente o indirettamente dal sovrano, non esistono altri organi costituzionali. Il sovrano governa e controlla a suo arbitrio tutta la macchina statale, compiendo quindi tutte le decisioni politiche, amministrative, finanziarie, economiche senza la consultazione di altri organi, con anche i giudici di nomina regia.

### Repubblica
L'abolizione del regime monarchico in alcuni stati o la proclamazione di indipendenza di un territorio porta spesso alla proclamazione della repubblica. Attualmente nel mondo sono individuabili tre tipi principali di forma di governo repubblicana:

#### Repubblica parlamentare
Nella repubblica parlamentare il governo necessita del sostegno costante di una maggioranza parlamentare che approvi le linee della politica del Governo; sostanzialmente uguale alla monarchia parlamentare, tale forma di governo viene definita monista in quanto i cittadini hanno nelle elezioni parlamentari l'unico momento in cui possono decidere delle sorti del governo del paese, sicché il Parlamento è l'unico organo che gode di una legittimazione popolare. Il governo entra in carica grazie ad un voto di fiducia concesso da una coalizione maggioritaria dei deputati.
Per risolvere il dramma dell'instabilità cronica di tale sistema, sono state ideate "forme razionalizzate" di parlamentarismi (dotate costituzionalmente di mezzi idonei) per determinare una maggiore stabilità, la più famosa delle quali è il Cancellierato tedesco.
- Sempre con l'intenzione di moderare l'instabilità del governo parlamentare, ma non allontanandosi troppo da esso, nasce la repubblica semipresidenziale, caratterizzata dall'assegnazione al capo dello stato di importanti funzioni politiche. In tale sistema, il governo viene a dipendere sia dalla fiducia della maggioranza parlamentare, ma contemporaneamente anche dalla volontà politica del Presidente della Repubblica, eletto dal popolo. Si tratta dunque di una forma di governo dualistica, in quanto il voto popolare investe sia il Parlamento che il Capo dello Stato. Significativa, per evitare di marcare la differenza dal parlamentarismo, è l'incompatibilità fra la carica di ministro e quella di deputato.
- Di natura storica diversa è invece la repubblica presidenziale che non nasce da una progressiva evoluzione dalla monarchia, ma dalla creazione ex novo di un neocostituito ordinamento giuridico, che prevede due distinte consultazioni elettorali per l'elezione del capo dello Stato e per il Parlamento. Si tratta di una elaborazione dei rivoluzionari americani. Tale forma di governo si fonda sui principi di Montesquieu di una radicale divisione dei poteri pubblici. In tale ordinamento il governo è nelle esclusive mani del Presidente della Repubblica, eletto direttamente dai cittadini. Egli non ha tuttavia alcuna possibilità giuridica di influenzare la formazione delle leggi, che è di esclusivo appannaggio del parlamento. Anche la funzione giudiziaria è indipendente dagli altri due poteri.

#### Repubblica direttoriale
Un caso particolare è quello della repubblica direttoriale.
Affine al sistema presidenzialista per quanto riguarda la divisione dei poteri, se ne discosta per il semplice fatto che non esiste un capo dello stato monocratico, ma le sue funzioni vengono svolte collegialmente da un collegio ristretto, il Direttorio, nominato dal parlamento ma in seguito da esso totalmente indipendente sino al successivo appuntamento elettorale. Tale forma di stato si trova attualmente vigente in Svizzera, caso isolato nel mondo.

#### Repubblica islamica
Una tipologia di repubblica diffusa in alcuni paesi a maggioranza musulmana è la repubblica islamica. Attualmente le repubbliche che si definiscono islamiche sono quattro: Afghanistan, Iran, Mauritania e Pakistan . Il Pakistan ha adottato per la prima volta questo titolo con la costituzione del 1956; la Mauritania lo adottò il 28 novembre 1958; l'Iran l'ha adottato dopo la Rivoluzione iraniana del 1979 e l'Afghanistan lo ha adottato nel 2004 dopo la caduta del governo talebano.
Le repubbliche islamiche presentano numerose differenze tra loro ma è possibile definire una repubblica islamica come uno stato sotto una particolare forma di governo islamico dove le leggi rispettano la Sharia, la legge sacra islamica. In Iran la Repubblica Islamica è una repubblica guidata da un presidente (eletto direttamente dal popolo) e supervisionata da una "Guida Suprema" non ereditaria.

### Lista alfabetica
Di seguito è riportata è una lista alfabetica non esaustiva. È da notare che è possibile combinare tra di loro più forme di governo.
- Anarchia
- Androcrazia
- Anocrazia
- Aristocrazia
- Autocrazia e dittatura
- Cleptocrazia
- Demagogia
- Diarchia
- Dispotismo illuminato
- Dispotismo e tirannia
- Dittatura militare
- Democrazia
- Democrazia deliberativa
- Democrazia diretta
- Democrazia organica
- Democrazia partecipativa
- Democrazia rappresentativa
- Elitismo
- Fascismo
- Federazione
- Gerontocrazia
- Ierocrazia
- Meritocrazia
- Monarchia
- Monarchia assoluta
- Monarchia elettiva
- Monarchia ereditaria
- Monarchia costituzionale
- Monarchia parlamentare
- Nazismo
- Oclocrazia
- Oligarchia
- Partitocrazia
- Paternalismo
- Plutocrazia
- Polisinodia
- Premierato
- Repubblica
- Repubblica direttoriale
- Repubblica Islamica
- Repubblica parlamentare
- Repubblica presidenziale
- Repubblica semipresidenziale
- Repubblica Socialista
- Sistema Westminster
- Stratocrazia
- Tecnocrazia
- Teocrazia

Queste forme di governo danno uno schema generale della variabilità della struttura di potere racchiusa all'interno del governo di una nazione. Comunque, ogni governo è unico, così come ogni nazione e la sua costituzione - le leggi fondamentali che descrivono la forma di governo dello Stato in dettaglio.
Tali linee guida sono una descrizione insufficiente per le funzioni complete di ogni governo. Come tali, le autorità politiche spesso distribuiscono e strutturano il potere e la responsabilità in maniera più ampia di quanto detti la forma di governo. Una democrazia rappresentativa come quella Italiana, ad esempio, comprende misure per un certo livello di democrazia diretta, in forma di referendum o per la democrazia deliberativa, in forma di un elaborato processo che possa portare a una modifica della costituzione, oltre a comitati e commissioni d'inchiesta (non sempre guidate dai deputati).
Socialismo, comunismo e fascismo, ebbero origine come movimenti socio-economici e furono trasformati in governo da specifici partiti, che presero il nome dal movimento stesso. La lunga esperienza di questi movimenti con il potere, e i forti legami di ogni ideologia con il controllo governativo e politico, hanno fatto sì che alcuni di questi si guadagnassero il riconoscimento come forme di governo in sé.
L'Islam come movimento politico, è anch'esso spesso incluso nella lista di movimenti che hanno profonde implicazioni per la forma di governo, ma nella pratica viene applicato in maniera così differente, che ha poco senso trattare tutte le applicazioni come un'unica categoria astratta. Molte nazioni del mondo islamico si autodefiniscono islamiche e spesso il termine si trova all'interno del nome dello Stato, ma in pratica, questi governi spesso sfruttano meccanismi di potere (come debito e nazionalismo) che non hanno radici, e talvolta molta opposizione, nell'Islam come religione e come pratica politica.